# 冷謙
冷謙，元末明初武陵人，字啟敬，道號龍陽子，初為僧人，後習儒，入道隱杭州吳山，博學，精通易經。著有琴书《琴声十六法》、養生學著作《修齡要指》。明朝協律郎。據說與劉秉忠相交，擔任協律郎時已經年過百歲。世傳其化鹤入瓶，事甚诡异。

## 《倚天屠龍記》中的冷謙
《倚天屠龍記》中明教高手之一，與布袋和尚說不得、鐵冠道人張中、彭和尚彭瑩玉及周顛並稱明教五散人。
武學造詣為五散人中最高，性格冷靜，從來不多說廢話。對教中兄弟情深義重，在五散人要隨教主張無忌去往海外時，留守總壇的他還向周顛破例多說了：「小心，怪魚，吃你。」令周顛感動萬分。

## 影视形象
- 金興賢：1978  無綫電視《倚天屠龙记》
- 嚴仲：1984台灣台視《倚天屠龙记》
- 麥子雲：1986  無綫電視《倚天屠龙记》
- 蔡文星：1994  台灣台視《倚天屠龙记》
- 戴少民：2001  無綫電視《倚天屠龙记》
- 謝加起：2003  台灣華視《倚天屠龙记》
- 謝加起：2009  中國《倚天屠龙记》
- 李泰延：2019  中國《倚天屠龙记》